# Matei Vișniec
Matei Vișniec, né le 29 janvier 1956 à Rădăuți, est un dramaturge et écrivain franco-roumain. Il est aussi poète et journaliste (à Radio France internationale).

## Biographie
Matei Vișniec est né en Roumanie, à Rădăuți en 1956. Il fait des études de philosophie à Bucarest. Il est actif dans les cénacles littéraires de Bucarest et fait partie de la génération 80, mouvement post-moderne qui a bouleversé le paysage poétique et littéraire de la Roumanie de l'époque.
C'est un auteur censuré par le régime de Nicolae Ceaușescu. En 1987 il quitte la Roumanie, arrive en France et demande l'asile politique. Il commence à écrire des pièces de théâtre en français. Entre 1988 et 1989 il travaille pour la BBC, et à partir de 1990 pour Radio France internationale.
Il obtient un diplôme d'études approfondies à l’École des hautes études en sciences sociales à Paris, et commence une thèse de doctorat sur le thème La résistance culturelle dans les pays de l'Europe de l'Est à l'époque du communisme.
Il est naturalisé français le 6 février 1994[réf. nécessaire].
Le thème central d’un grand nombre de ses textes interroge les relations entre l’individu et le pouvoir oppressif.
Depuis 1993 il est l'un des auteurs les plus joués au festival Off d'Avignon avec une cinquantaine de créations. En Roumanie, depuis la chute du communisme, Matei Vișniec est devenu l'auteur dramatique le plus joué.
Il a écrit six romans en roumain, dont trois traduits et publiés en français. Ils sont aussi traduits et publiés en anglais, portugais, bulgare, grec, russe.
À part en France et en Roumanie ses pièces de théâtre sont traduites et jouées dans plus de 30 pays : Japon, Canada, États-Unis, Argentine, Brésil, Uruguay, Bolivie, Maroc, Iran, Liban, Allemagne, Italie, Belgique, Luxembourg, Pays-Bas, Suisse, Espagne, Portugal, Grande-Bretagne, Danemark, Suède, Finlande, Grèce, Turquie, Russie, Hongrie, Bulgarie, Serbie, Macédoine du Nord, Croatie, Moldave, Ukraine.

## Prix et récompenses
- 1991 : prix du Jury au Festival Les Journées d'Auteurs  Théâtre des Célestins de Lyon, pour Les Chevaux à la fenêtre.[6]
- 1993 : prix Théâtre Vivant de RFI pour le spectacle Théâtre décomposé au Théâtre Mundi, programmé au Festival des Francophonies en Limousin[6]
- 1994 : grand prix SACD théâtre radiophonique pour l'Histoire des ours panda racontée par un saxophoniste qui a une petite amie à Francfort.[6]
- 2008 : prix Coup du cœur de la presse - Avignon off pour la pièce Les détours Cioran, ou Mansarde à Paris avec vue sur la mort.
- 2009 : prix européen de la SACD[7]
- 2009 : prix Godot des lycéens pour Le mot progrès dans la bouche de ma mère sonnait terriblement faux, Lansman Éditeur[8]
- 2009 : prix Coup du cœur de la presse - Avignon off pour la pièce Le mot progrès dans la bouche de ma mère sonnait terriblement faux.
- 2016 : prix de la Littérature européenne Jean Monnet[9] pour le roman Le marchand de premières phrases, chez Actes Sud, traduit par Laure Hinckel.
- 2018 : Matei Vișniec a reçu, pour toute son activité, la distinction de Chevalier des Arts et des Lettres[10].

## Prix en Roumanie
- 1977 : prix de la revue littéraire România Literară au Festival national de poésie Nicolae Labiş
- 1980 : prix du début des éditions Albatros, Bucarest
- 1985 : prix de l'Union des écrivains pour la poésie, pour le volume Înțeleptul la ora de ceai (1984)
- 1991 : prix UNITER (ro) pour la meilleure pièce de théâtre de l'année Angajare de clovn (Petit boulot pour vieux clown)
- 1991 : prix de l'Union des écrivains pour la dramaturgie
- 1998 : prix de l'Union des écrivains pour la dramaturgie pour les volumes Teatru I - Teatru II aux éditions Cartea Românească
- 1998 : prix pour la Dramaturgie de l’Académie roumaine
- 2002 : prix pour la Dramaturgie de l'Union des écrivains pour le volume Istoria comunismului povestită pentru bolnavii mintal aux éditions Aula
- 2002 : prix national pour la Dramaturgie accordé par le Ministère de la Culture
- 2007 : prix pour la Dramaturgie accordé par l'Union des écrivains pour le volume Omul cu o singură aripă aux éditions Paralela 45
- 2009 : prix de la revue littéraire Viața Românească
- 2010 : prix de la revue littéraire Observatorul cultural pour le roman Sindromul de panică în orașul luminilor
- 2016 : Matei Vișniec a reçu pour toute son activité la distinction de grand officier dans l'ordre national du service fidèle (ro)
- 2016 : prix spécial UNITER (ro) pour l'auteur roumain contemporain le plus joué[4]

## Publications

### Théâtre
- Du pain plein les poches  (trad. Virgil Tănase), Lyon, Éditions du Pli Urgent, 1995
- (ro) Angajare de clovn, 1986
- Le Dernier Godot  (trad. Gabrielle Ionesco), Lyon, Cosmogone, 1996
- Petit boulot pour vieux clown  (trad. Claire Jeq), Paris, Crater, 1995
- Les Partitions frauduleuses, Paris, Crater, 1995
- Trois Nuits avec Madox, Éditions Lansman, 1995aide de la fondation Beaumarchais
- Les Chevaux à la fenêtre, Paris, Crater, 1996
- Le Théâtre décomposé ou l’homme poubelle, Paris, L’Harmattan, 1996Prix 1993 du « Théâtre Vivant » de RFI
- L'Histoire des ours panda racontés par un saxophoniste qui a une petite amie à Francfort, Lyon, Cosmogone, 1996
- Comment pourrais-je être un oiseau ?, Paris, Crater, 1997
- Paparazzi ou la Chronique d’un lever de soleil avorté, Arles, Actes Sud – Papiers, 1997
- La Femme comme champ de bataille, Arles, Actes Sud – Papiers, 1997
- Lettres aux arbres et aux nuages, Arles, Actes Sud – Papiers, 1997
- Mais qu'est-ce qu'on fait du violoncelle ?, Paris, Crater, 1999
- L’Histoire du communisme racontée aux malades mentaux, Morlanwelz, Éditions Lansman, 2000
- Le Roi, le Rat et le Fou du roi, Éditions Lansman, 2002
- Attention aux vieilles dames rongées par la solitude, Éditions Lansman, 2004
- L'Araignée dans la plaie suivi du Deuxième Tilleul à gauche, Actes Sud – Papiers, 2004in Du pain plein les poches et autres pièces courtes
- Mais, maman, ils nous racontent au deuxième acte ce qui s'est passé au premier, Paris, l'Espace d'un instant, 2004
- Richard III n'aura pas lieu, Éditions Lansman, 2005
- La Femme cible et ses dix amants, Éditions Lansman, 2005
- La Machine Tchekhov, Éditions Lansman, 2005
- Le Spectateur condamné à mort, Paris, l'Espace d'un instant, 2006
- Le mot progrès dans la bouche de ma mère sonnait terriblement faux, Éditions Lansman, 2007
- Les Détours Cioran ou Mansarde à Paris avec vue sur la mort, Éditions Lansman, 2008
- Enquête sur la disparition d'un nain de jardin, Éditions Lansman, 2004aide le soutien du Théâtre de la Digue à Toulouse
- La Vieille Dame qui fabrique 37 cocktails molotov par jour, Éditions ouvrageures théâtrales Grand Sud-Ouest, 2009
- Jeanne et le Feu, Editions L’œil du Prince, 2009
- De la sensation d'élasticité lorsqu'on marche sur des cadavres, Éditions Lansman, 2010
- Lettres d’amour à une princesse chinoise et autres pièces courtes, Actes Sud, 2012
- Le Cabaret des mots, Éditions Non Lieu, 2015
- Migraaaants, Paris, La Librairie Théâtrale, 2016
- Le Cabaret Dada, Éditions Non Lieu, 2017
- L'histoire du mot Moche qui avait un ami Laid et de leurs autres copains, Éditions Les Cygnes, 2019
- Occident-Express, Éditions Non Lieu, 2020
- Du paillasson considéré du point de vue des hérissons, Éditions L'oeil Du Prince, 2020

### Poésie
- Poèmes de Roumanie  (trad. Mihaï Zaharia), Cahiers bleus/Librairie bleue, octobre 1990
- La ville d'un seul habitant, Éditions Lansman, 2010
- À table avec Marx, Bruno Doucey, mars 2013

### Roman
- Le Syndrome de panique dans la Ville lumière, Non Lieu, 2012
- Monsieur K. libéré, Paris, Éditions Non Lieu, 2013
- Le Marchand de premières phrases, Jacqueline Chambon Actes Sud, 2016